# Conflicto armado interno de Colombia entre 2010-2018
Quinta etapa del conflicto armado interno de Colombia entre 2010-2018 durante el gobierno de Juan Manuel Santos entre 2010 y 2018.
Juan Manuel Santos empezó una política de acercamiento con gobiernos latinoamericanos de izquierda, con los cuales el gobierno de Álvaro Uribe (2002-2010) se había distanciado y hasta enfrentado de manera verbal acusándolos de apoyar económica y logísticamente a las FARC-EP (Hugo Chávez en Venezuela, Rafael Correa en Ecuador, Fidel Y Raúl Castro en Cuba, entre otros), con el objetivo de conseguir apoyo y facilidad para iniciar un proceso de paz con las FARC-EP y el ELN, provocando la molestia de quienes lo habían apoyado en su candidatura presidencial empezando por Álvaro Uribe, convirtiéndose este desde el congreso en detractor y opositor de su gobierno. El éxito parcial de los diálogos de paz con las FARC-EP le permitió aspirar a una reelección en 2014 (la cual será la última para un presidente debido a que en 2015 se eliminó esta reforma a la Constitución aprobada en el periodo de Uribe), ganando en segunda vuelta frente al candidato del partido uribista Centro Democrático, Óscar Iván Zuluaga. Tras conseguir exitosamente la firma de la paz con las FARC-EP, pese a la estrecha victoria del NO en el plebiscito de 2016, inicia conversaciones de paz con la guerrilla del ELN, buscando terminar de manera definitiva el conflicto armado con las guerrillas. Al mismo tiempo que negociaba la paz con los grupos insurgentes, con las Bandas Criminales (Bacrim) o Grupos Armados Organizados (GAO) empezó una guerra logrando desarticular varios de estos grupos mediante operaciones de la Fuerza Pública, buscando que estos entren a un sometimiento a la justicia con la Fiscalía. Al tiempo que se firma la paz con las FARC-EP surgen las disidencias de las FARC-EP o Grupos Armados Organizados Residuales (GAOR), cuyo fin es controlar los territorios y negocios ilegales que las FARC-EP dejaron. En 2016 se presentó el escándalo de la 'Comunidad del anillo' al interior de la Policía Nacional ocasionando la renuncia del General Rodolfo Palomino.
Las víctimas y los movimientos sociales han tenido un papel fundamental en la construcción de memoria histórica, y reconocimiento de derechos como la creación del Comité Permanente por la Defensa de los Derechos Humanos (CPDH) en 1979, la creación de los Territorios de paz por parte de comunidades afectadas por el conflicto, entre otra gran cantidad de iniciativas. Tras varias iniciativas de movimientos sociales, es creado el Centro Nacional de Memoria Histórica que, junto a Organizaciones No Gubernamentales ONG's, fundaciones, líderes y colectivos sociales, grupos de estudio, artistas y universidades, se han encargado de llevar a cabo el trabajo de memoria, reconocimiento, reivindicación de derechos y reconciliación durante el conflicto armado interno. Algunos lugares de memoria son: la Red Colombiana de Lugares de Memoria, el Monumento a la paz elaborado con armas entregadas por el EPL en 1991, el Parque Conmemorativo Inflexión en Medellín, el Centro de Memoria Histórica, el Contramonumento Fragmentos de Doris Salcedo y mujeres víctimas del conflicto, la Plaza y Monumento de los Caídos en Bogotá, el Monumento a las víctimas del paramilitarismo en Puerto Boyacá.
Los avances para la resolución del conflicto y el reconocimiento a las víctimas lo marcan: la Ley de Víctimas y Restitución de Tierras (Ley 1448 de 2011), aprobada en el gobierno de Juan Manuel Santos para restituir, por medio de la Unidad para la Atención y Reparación Integral a las Víctimas, las tierras arrebatadas por los actores armados (grupos paramilitares y guerrilleros) a civiles víctimas de la guerra y reconociendo la existencia del Conflicto armado interno en Colombia. La creación de la Jurisdicción Especial para la Paz (JEP) creada a partir del Acuerdo de paz entre el gobierno colombiano y las FARC-EP. La determinación de las Zonas Más Afectadas por el Conflicto (ZOMAC) y de los Territorios Programa de Desarrollo con Enfoque Territorial (PDET).
Además en 2013 se presentó el Paro nacional agrario en Colombia de 2013.

## Gobierno Juan Manuel Santos (2010-2018)

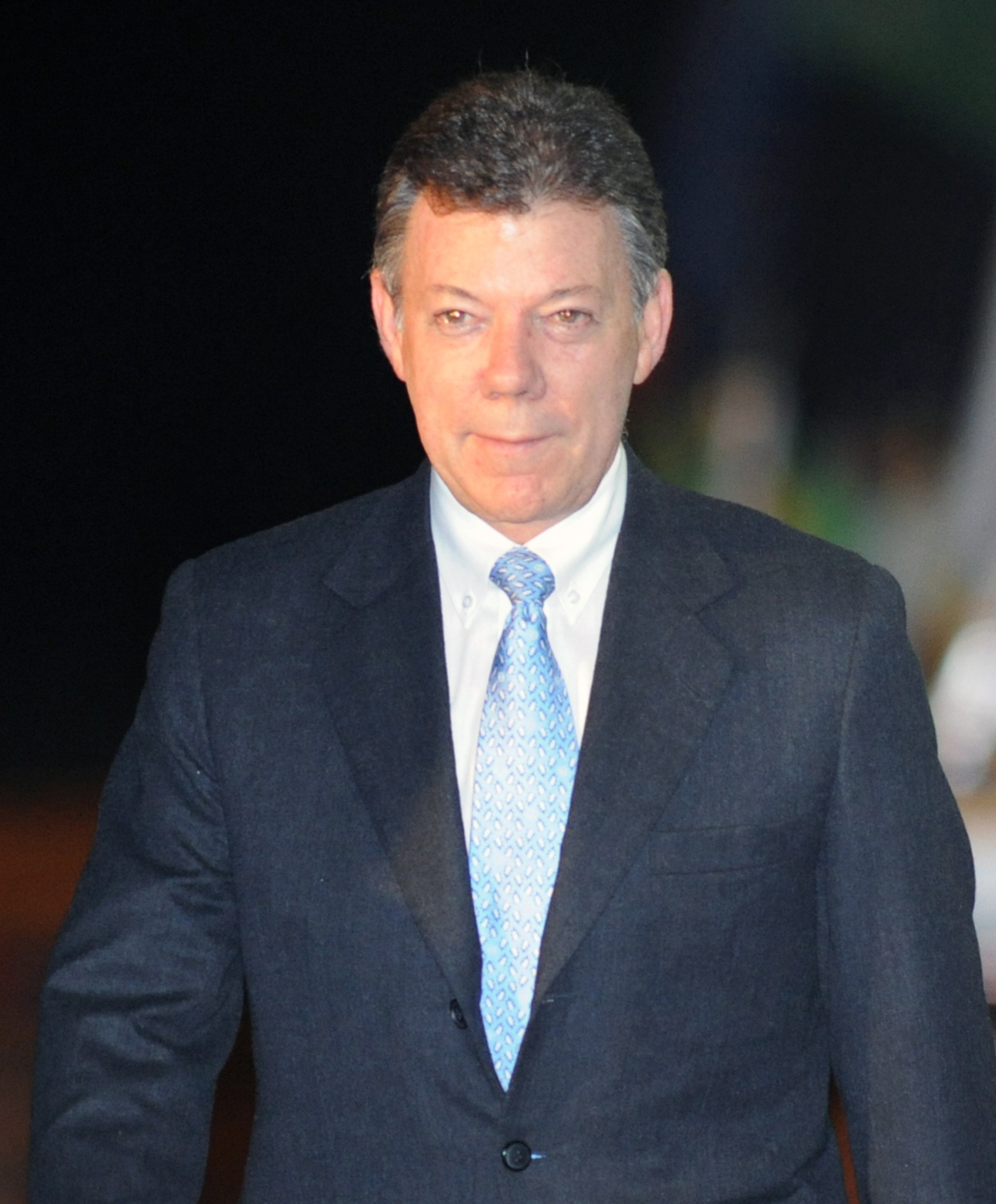
Juan Manuel Santos presidente de Colombia entre 2010 y 2018.

Electo en la segunda vuelta de las elecciones presidenciales de 2010 Juan Manuel Santos, que venía de ser Ministro de Defensa, aplicando la Política de Seguridad Democrática (PSD) de Álvaro Uribe, este lo nominó como su candidato a nombre del Partido Social de Unidad Nacional (conocido simplemente como Partido de la U), contra el candidato del Partido Verde, Antanas Mockus.

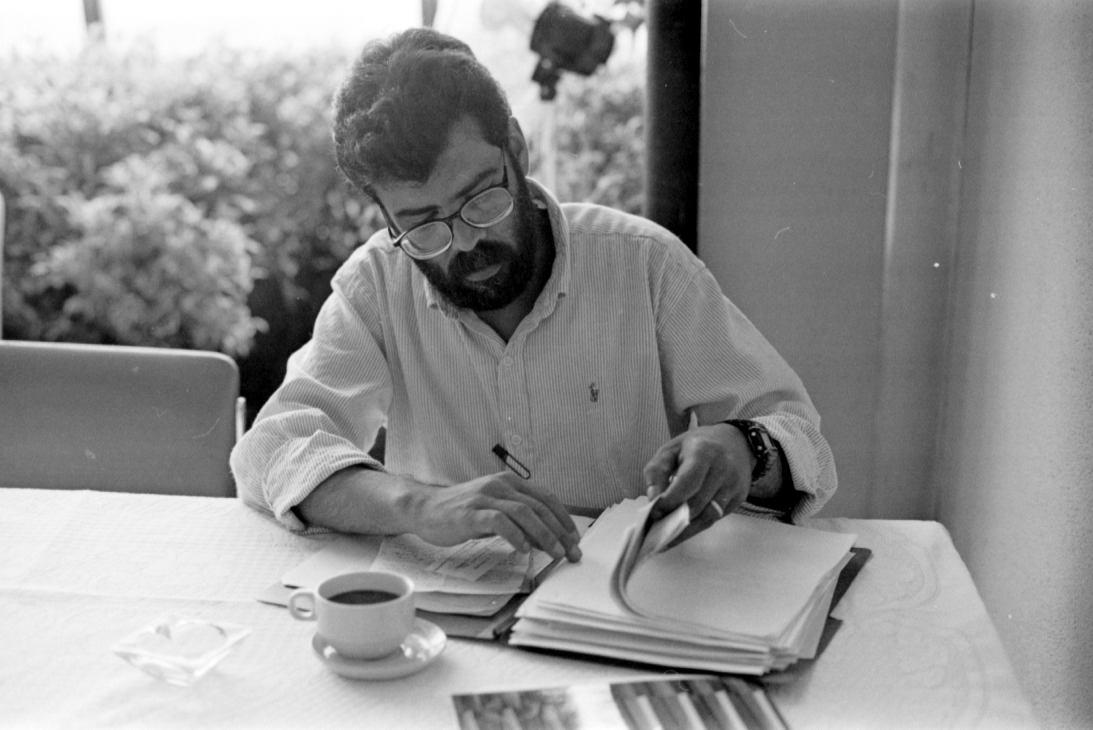
Alfonso Cano, máximo comandante de las FARC-EP desde 2008, abatido en 2011 en la Operación Odiseo.

### Guerra con las FARC-EP
El 10 de agosto de 2010 las FARC-EP hacen un atentado terrorista a Caracol Radio en Bogotá: 43 heridos. A finales de agosto las FARC-EP y el ELN acuerdan el fin de la guerra entre las dos guerrillas en Arauca, que dejó 1100 muertos entre 2005 y 2010. El 1 de septiembre las FARC-EP realizan emboscada a la Policía Nacional en El Doncello (Caquetá):14 muertos. El 19 de septiembre de 2010, en la Operación Fortaleza II contra el Frente 48 de las FARC-EP abatido Domingo Biojó
Entre el 22 y 23 de septiembre de 2010 abatido Jorge Briceño Suárez ‘Mono Jojoy’ comandante militar de las FARC-EP, en la Operación Sodoma, realizada en La Macarena (Meta):20 muertos. El 21 de octubre ataques de las FARC-EP al Ejército Nacional en Tumaco (Nariño):10 muertos. y el 22 en Tame (Arauca):10 muertos.  En ese momento ya se habían iniciado contactos entre las partes para una fase exploratoria por parte de 'Alfonso Cano' máximo comandante de las FARC-EP, sucesor de Manuel Marulanda Vélez, muerto por causas naturales en 2008. Pero el 4 de noviembre de 2011 fue abatido Guillermo León Sáenz Vargas ‘Alfonso Cano’ en la Operación Odiseo, realizada entre Morales y Suárez (Cauca). Sería sucedido en la comandancia de las FARC-EP por Rodrigo Londoño 'Timochenko'. El 10 de noviembre de 2010 la Operación Némesis contra 'Fabián Ramírez' jefe del Bloque Sur de las FARC-EP: 6 muertos, el 16 de noviembre en un intento de rescate: 4 muertos. Las FARC-EP en marzo de 2012 realizan ataque en Arauquita (Arauca):11 muertos; el 15 de mayo atentado contra el exministro del Interior y Justicia; Fernando Londoño Hoyos, en Bogotá:2 muertos. el 21 de mayo ataque en Maicao (La Guajira):12 muertos; y el 18 de junio masacre en Cumaribo (Vichada): 5 muertos.

### Proceso de paz con las FARC-EP, plebiscito, renegociación y desmovilización
En septiembre de 2012, el gobierno de Juan Manuel Santos empezó formalmente los diálogos de paz con la guerrilla de las FARC-EP que se desarrollaron en La Habana, Cuba. Al no pactar el cese al fuego bilateral,los combates continuaron. El 1 de enero de 2013 en bombardeos de la Fuerza Aérea Colombiana:13 muertos. Las FARC-EP realizaron ataques:en Caranal entre Fortul y Tame (Arauca):15 muertos en julio de 2013; en La Montañita (Caquetá): 21 muertos en abril de 2012; en Montelíbano (Córdoba):7 muertos en septiembre de 2014;. el secuestro del General Rubén Alzate en noviembre de 2014; en abril de 2015 ataque en Buenos Aires (Cauca):11 muertos, y derrame de petróleo en el Putumayo en junio de 2015 poniendo en riesgo los diálogos de paz en La Habana. El 10 de julio las FARC-EP declaran cese al fuego.

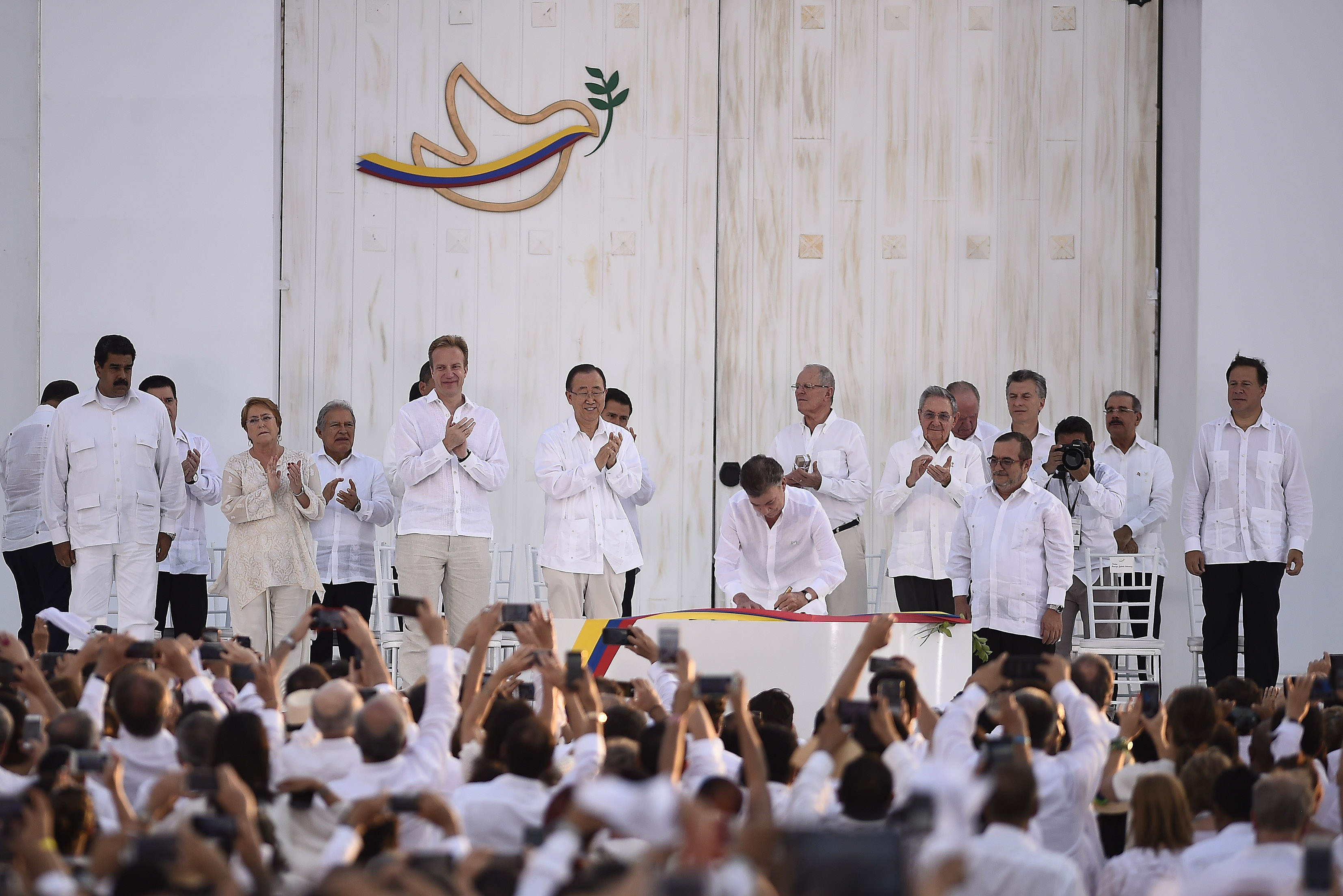
Ceremonia de firma del acuerdo final de paz con las FARC-EP el 26 de septiembre de 2016

Después de casi 4 años de negociaciones con altas y bajas, el 23 de junio de 2016 se firmó el último de los 6 puntos de la agenda de negociación prevista entre el gobierno y las FARC-EP (Política de desarrollo agrario integral, participación política, fin del conflicto, solución al problema de drogas ilícitas, víctimas y mecanismos de refrendación de los acuerdos), declarando el cese bilateral de hostilidades, el desarme, desmovilización y reintegro a la vida civil de los miembros del grupo insurgente, según declaraciones del Jefe del equipo negociador del gobierno, Humberto de La Calle. Todo se efectuará de manera gradual en un lapso de 6 meses después de la firma oficial. Pese a que en junio de 2016 se pactó el último punto de la agenda, las conversaciones se extendieron por 2 meses más hasta el 28 de agosto del mismo año, cuando quedan totalmente discutidos y aprobados por ambas partes los Acuerdos de Paz que se firmaron de manera oficial en Cartagena el 26 de septiembre para terminar la guerra entre el gobierno y las FARC-EP, sometiéndose a votación del pueblo colombiano por medio de un plebiscito que se desarrolló el 2 de octubre de 2016, siendo rechazados por estrecho margen. Por parte de las FARC-EP, en su Décima Conferencia Nacional Guerrillera, efectuada en zona rural de La Macarena (Meta), casi todos sus integrantes aceptaron acatar los acuerdos firmados con el gobierno con excepción de integrantes del Frente 1, quienes manifestaron que seguirán en armas contra el estado. El gobierno creó espacios de diálogos con los promotores del NO a los acuerdos,como el partido opositor Centro Democrático, para renegociar o modificar los acuerdos ya firmados en consenso con los negociadores de las FARC-EP en el menor tiempo posible para el pronto desarme de la guerrilla. El 12 de noviembre, mes y medio después del plebiscito, se logró la renegociación y la modificación de los acuerdos con las FARC-EP tomando en cuenta los argumentos y objeciones de los promotores del NO, firmado el acuerdo con estas modificaciones el 24 de noviembre en el Teatro Colón de Bogotá y radicado inmediatamente en el Congreso de la República para su estudio, ratificación e implementación aprobando el texto, tanto en el Senado como en la Cámara de Representantes, pese a las críticas y amenazas de demandar este nuevo acuerdo por parte del Centro Democrático. Con esta ratificación e implementación en el Congreso, inició el proceso de desmovilización de insurgentes y de entrega de las armas a la ONU en un lapso de 180 días desde el 1 de diciembre de 2016, desarme que terminó el 14 de agosto de 2017, mes y medio después del plazo pactado, entregando un total de 8.112 armas al organismo internacional, además de la destrucción de municiones, caletas, minas antipersona, granadas y explosivos. El gobierno, realizó la promulgación de leyes ante el Congreso que aseguró el proceso de paz en la constitución mediante la Vía Rápida o Fast Track (discusión y aprobación inmediata de leyes en el legislativo que implican reformas constitucionales, las cuales legalmente requerirían de varios debates que tomarían meses o años realizar), mecanismo aprobado por la Corte Constitucional del país. Por su contribución a la búsqueda de la culminación del conflicto armado interno en Colombia (tanto con las FARC-EP como con el ELN), el presidente Juan Manuel Santos fue galardonado en Oslo (Noruega) con el Premio Nobel de la Paz en 2016.

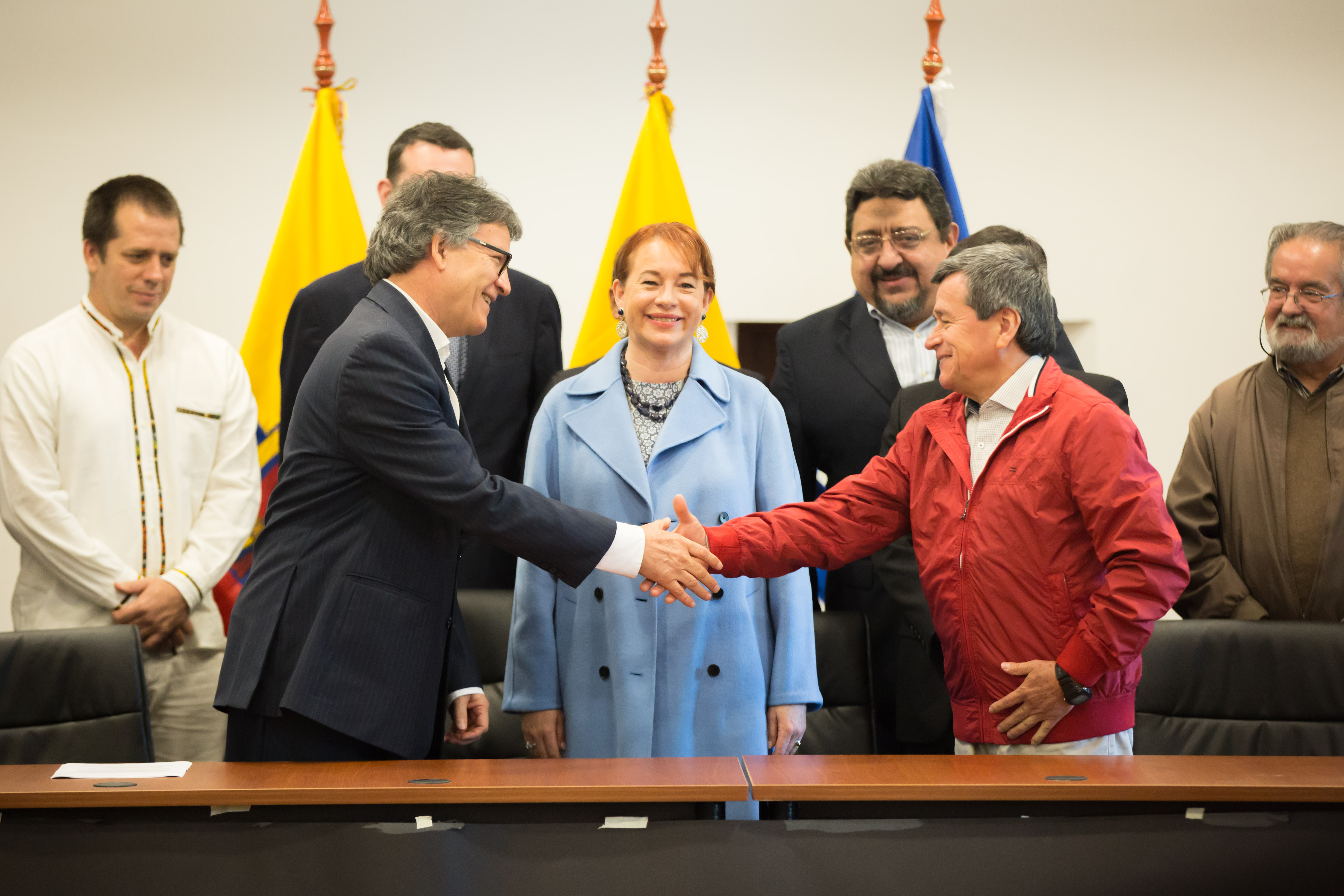
Diálogos de paz entre el gobierno de Colombia y el ELN en 2015.

### Guerra y diálogos de paz con el ELN
El ELN realiza dos emboscadas en mayo de 2013 en Chitagá (Norte de Santander): 10 muertos, y en octubre de 2015 a una misión electoral en Güicán (Boyacá): 12 muertos. El 30 de marzo de 2016, después de más de 24 meses de fase exploratoria el gobierno y el ELN anunciaron en Caracas (Venezuela) el inicio formal del proceso de paz para acabar el conflicto armado entre las partes, siendo Ecuador, Venezuela, Brasil, Chile, Noruega y Cuba, los países garantes del proceso. La primera ronda de los diálogos estaba programada para iniciar en mayo de 2016 en Ecuador, pero con los secuestros y acciones terroristas realizadas en ese mismo mes por el ELN, el gobierno se niega a iniciar la negociación hasta que liberen a todos los secuestrados; los cuales, son liberados, faltando el excongresista Odín Sánchez. El gobierno, a través del facilitador del proceso exploratorio con este grupo armado; Frank Pearl, deja en claro que, a diferencia del proceso de paz con las FARC-EP, este proceso se efectuó en medio del conflicto con este grupo armado sin cese al fuego. El ELN incinera 8 vehículos en la vía entre Pereira y Quibdó y 2 secuestros, liberados 10 días después. El 10 de octubre de 2016, el gobierno de Colombia y los negociadores del ELN anunciaron en conjunto el inicio formal de la mesa de diálogos en Caracas, Venezuela, programada para iniciar el 27 de octubre en Quito, Ecuador; pero como a esa fecha el ELN no había liberado a Odín Sánchez, el gobierno ordenó la suspensión del inicio de los diálogos hasta que lo liberen. Por su parte, el ELN manifestó que no liberará al excongresista hasta que sean indultados 2 guerrilleros presos, que desempeñarán el papel de “gestores de paz” en el proceso; los cuales, según el grupo guerrillero, el gobierno se había comprometido liberar antes de iniciar la primera ronda de negociaciones. El 7 de febrero de 2017, luego del cumplimiento de condiciones de ambas partes, se instaló en Quito, oficialmente, la fase pública de diálogos de paz (con secuestrados por días, ataques al oleoducto Caño Limón-Coveñas en Arauca y combates con el Ejército Nacional). El 5 de septiembre de 2017 un cese al fuego bilateral entre el gobierno y el ELN, con la visita oficial del Papa Francisco a Colombia en esa misma semana. El cese al fuego provisional hasta el 9 de enero de 2018, el cual se prorrogará a medida que se logren avances en la mesa de negociación sobre los puntos acordados en la agenda de paz. El 10 de enero se suspenden los diálogos por los Ataques a estaciones de policía, enfrentamientos con el Ejército Nacional y la Policía Nacional 15 de marzo,el gobierno y el ELN reanudan conversaciones de paz en Quito para decretar un nuevo cese al fuego bilateral y la evacuación de los puntos de la agenda de paz. Cinco días después, el Frente de Guerra Nororiental del ELN, en la región del Catatumbo (Norte de Santander), es atacado por las disidencias del EPL GAO 'Los Pelusos': 13 muertos.  Debido al secuestro y asesinato de 5 ecuatorianos, por parte de las disidencias de las FARC-EP o GAOR Frente Oliver Sinisterra, el gobierno de Ecuador anunció el 18 de abril que no continuarán los diálogos entre el gobierno colombiano y el ELN en Quito, retirándose también como país garante de este proceso. El gobierno y el ELN acuerdan continuar, el 10 de mayo, las negociaciones de paz en La Habana (Cuba). A pesar de los esfuerzos entre las partes para el cese al fuego bilateral y un acuerdo macro antes del próximo gobierno, no fue posible concluir exitosamente los diálogos de paz.

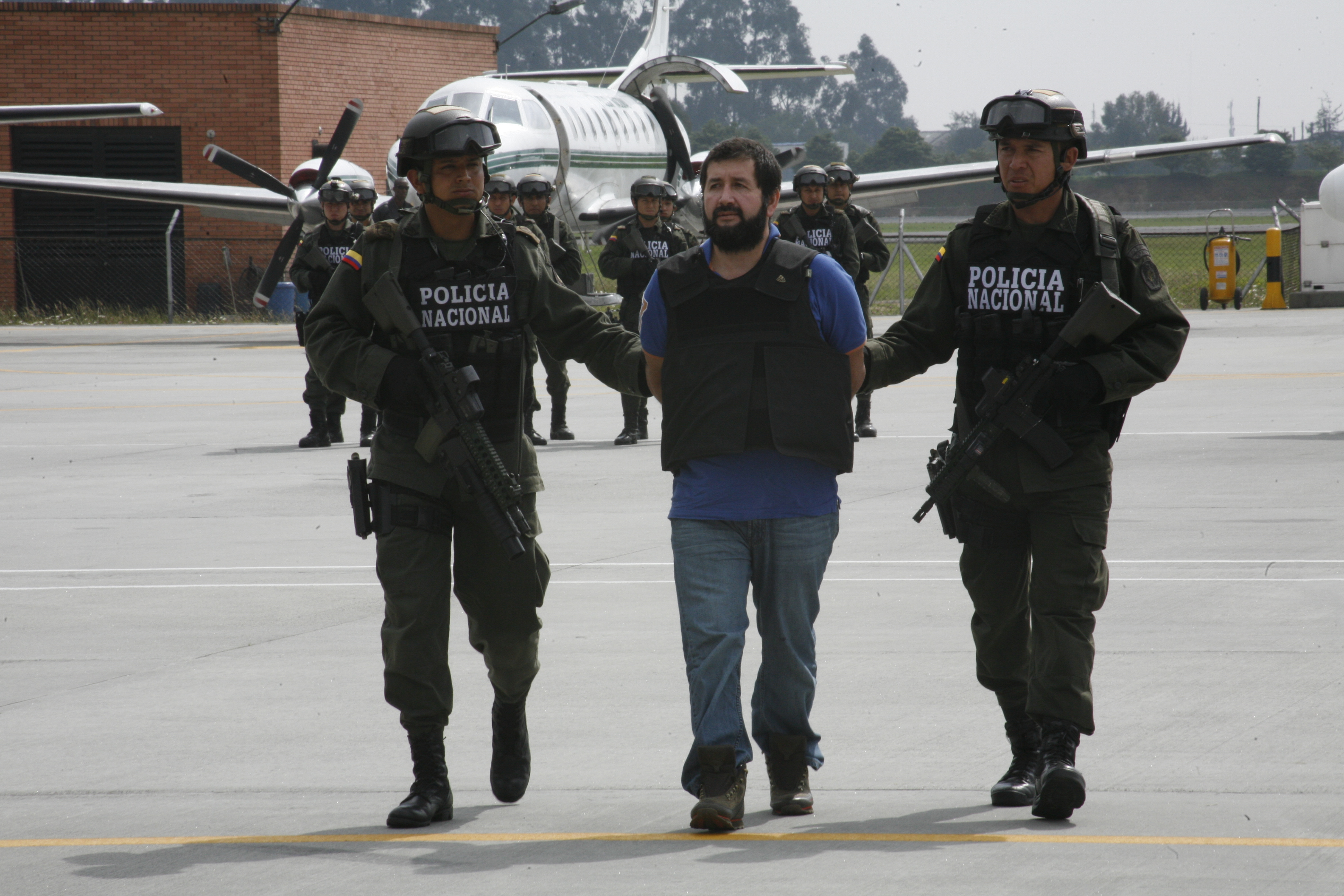
Deportado a Colombia el narcotraficante Daniel 'El Loco' Barrera capturado en Venezuela en 2012 y extraditado a Estados Unidos en 2013.

### Guerra con las Bacrim y los GAO
Desde mayo de 2016 las bandas criminales, a través de la Directiva 015 del Ministerio de Defensa, son combatidas por las Fuerzas Militares (Ejército, Armada y Fuerza Aérea) Apoyando a la Policía Nacional. Esta directiva también entrega una nueva clasificación de estos grupos criminales:Grupo Armado Organizado (GAO): Correspondiente a grupos delincuenciales con actividad a nivel regional y nacional (Antiguas Estructuras Tipo A y B).Grupo Delincuencial Organizado (GDO): Correspondiente a grupos delincuenciales con actividad a nivel local (Antiguas Estructuras Tipo C). Grupos como el Clan del Golfo (autodenominados Autodefensas Gaitanistas de Colombia) y la Oficina de Envigado quieren ser incluidos en un eventual proceso de paz con el gobierno colombiano; La Oficina del Alto Comisionado Para la Paz, dejó en claro que estos grupos no tienen estatus político, el único proceso aceptado por el gobierno con estos grupos es el de Sometimiento a la Justicia. Hasta diciembre de 2016, se han producido más de 22.800 capturas a miembros de Bacrim, e incautado 10.300 armas, más de 1.000 toneladas de cocaína, el decomiso y destrucción de decenas de máquinas utilizadas para la minería ilegal y la intervención de más de 1.000 puntos de explotación de esta actividad, además del desmantelamiento de las Bacrim Los Paisas y Los Rastrojos. En diciembre de 2010, abatido el jefe del Ejército Revolucionario Popular Antisubversivo (ERPAC); Pedro Oliviero Guerrero Castillo ‘Cuchillo’, desmovilización y sometimiento a la justicia de 500 miembros del ERPAC. Debilitamiento de la Oficina de Envigado y los Bloques Meta y Libertadores del Vichada (los dos últimos creados por disidentes del ERPAC, quienes no se sometieron a la justicia en 2011). Detenidos en Venezuela Maximiliano Bonilla ‘Valenciano’, de la Oficina de Envigado, capturado en 2011, Detenidos Daniel Barrera Barrera ‘El Loco Barrera’, los hermanos Buitrago:  Héctor Germán Buitrago ‘Martín Llanos’ y Nelson Orlando Buitrago ‘Caballo’ de las Autodefensas Campesinas del Casanare; además Diego Pérez Henao ‘Diego Rastrojo’, de Los Rastrojos en 2012; que mantenía una guerra en Medellín por el control de esta agrupación criminal con Erick Vargas ‘Sebastián’, capturado en Girardota (Antioquia) en el 2012.  Se entregan a las autoridades estadounidenses en Panamá, los hermanos Javier Antonio y Luis Enrique Calle Serna, alias ‘Hermanos Comba’, en 2012. El hermano de 'Otoniel': Juan de Dios Úsuga David ‘Giovany’,abatido en enero de 2012 en Acandí (Chocó), durante la Operación Colombia 25. La Operación Agamenón, iniciada en marzo de 2015 contra el Clan del Golfo de Dairo Antonio Úsuga David ‘Otoniel’, este GAO realiza en marzo de 2016 un paro armado por 24 horas y un Plan Pistola contra la Policía Nacional: 30 muertos. El 5 de septiembre de 2017 el Clan del Golfo manifiesta su voluntad para someterse a la justicia, confirmada por 'Otoniel'. Abatido en Catatumbo (Norte de Santander), en la Operación Solemne de octubre de 2015 Víctor Ramón Navarro Serrano‘Megateo’, comandante de la disidencia del Ejército Popular de Liberación (EPL): GAO 'Los Pelusos' dedicada al narcotráfico. Darío Andrés León Humane ‘Jhonatan’, jefe del Bloque Meta, capturado en noviembre de 2015; Martín Farfán Díaz ‘Pijarvey’, jefe del Bloque Libertadores del Vichada, abatido en octubre de 2015 y Juan Carlos Mesa Vallejo ‘Tom’ de la Oficina de Envigado, capturado en diciembre de 2017.

### Guerra con las Disidencias de las FARC-EP

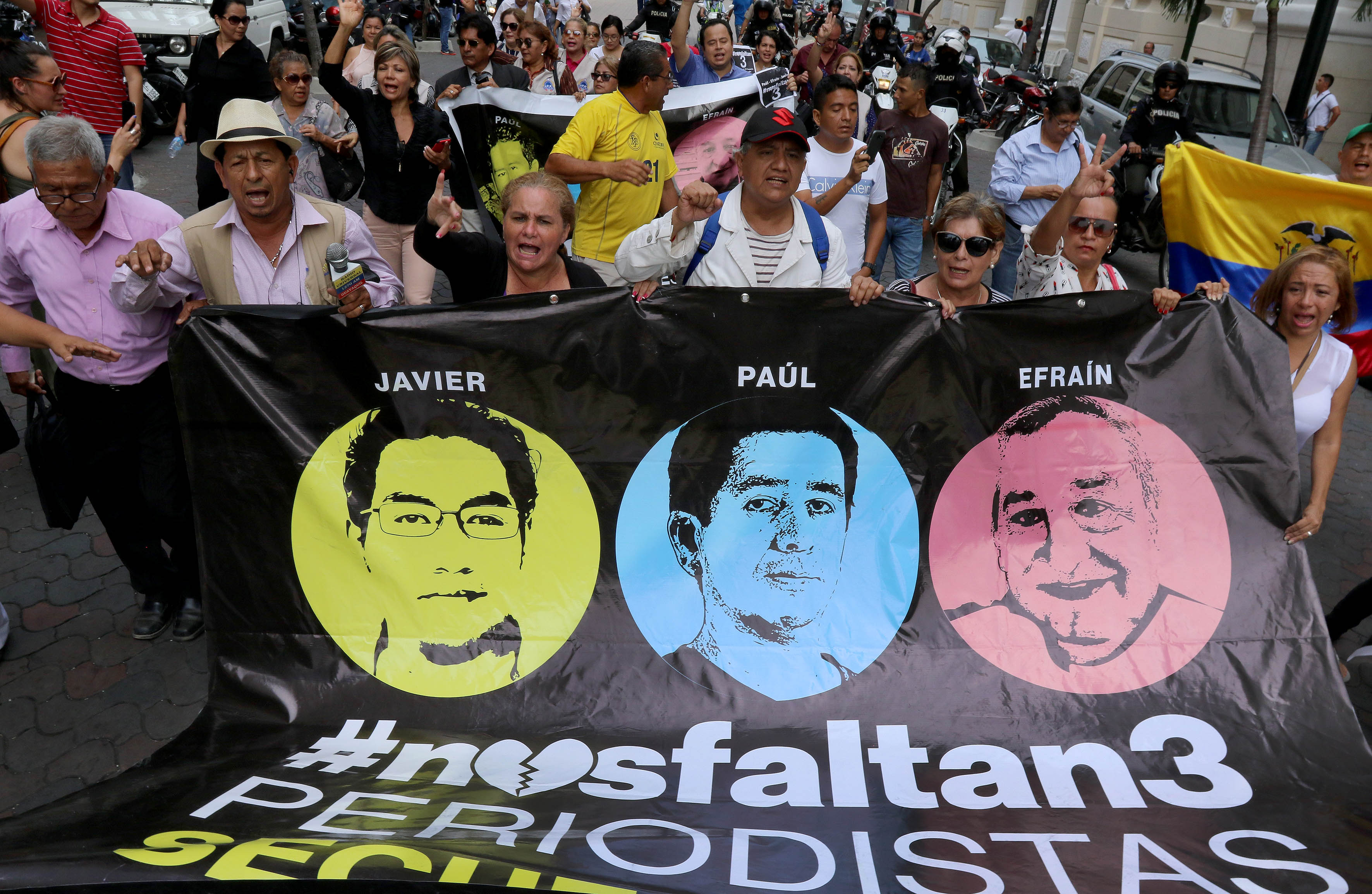
Protesta por el Secuestro de periodistas ecuatorianos de El Comercio en 2018 por el GAOR Frente Oliver Sinisterra Disidencia de las FARC-EP de alias 'Guacho'.

Aparece la disidencia del Frente Primero antes de la firma de los Acuerdos de Paz. Secuestran a un funcionario de la ONU el 4 de mayo de 2017, mientras realizaba acompañamiento en la zona al Programa de Sustitución de Cultivos de Uso Ilícito del estado colombiano, liberado de manera voluntaria dos meses después. Aparecen grupos de disidencias de las FARC-EP en varios departamentos liderados por antiguos mandos medios de las FARC-EP que usan los símbolos de la guerrilla desmovilizada y sin reconocimiento político alguno. La Policía Nacional el 5 de octubre de 2017 masacre en Tumaco (Nariño):7 muertos. Las 'Guerrillas Unidas del Pacífico' (GUP) y 'Resistencia Campesina', en guerra con el ELN y con el Frente Oliver Sinisterra de 'Guacho', enfrentamientos con el ELN en Magüí Payán (Nariño) el 27 de noviembre de 2017: 13 muerto Los combates provocan desplazamiento forzado de más de 200 personas y varios muertos. Enfrentamiento entre disidencias en Suárez (Cauca), el 9 de diciembre de 2017:7 muertos, desplazamiento forzado de 470 personas. Otro grupo 'La Gente del Orden', en Buenaventura (Valle del Cauca), luego del desmantelamiento del GDO 'La Empresa'. La Fuerza Pública en 2018 desarrolla la Operación Hércules, contra las disidencias de las FARC-EP y el ELN.  Desde noviembre de 2017, los grupos disidentes son considerados Grupos Armados Organizados Residuales (GAOR), combatidos por las Fuerzas Militares. El grupo de alias ‘Cabuyo’ en septiembre de 2018 en Antioquia: 4 muertos, ‘Calarcá’, ‘Rodrigo Cadete’  y ‘Gentil Duarte’, en el Guaviare, Guainía, Vichada, Caquetá, Vaupés y Meta. Otros como ‘Iván Mordisco’, ‘John 40’, ‘Giovanny Chuspas’ y ‘Julián Chollo’ están fuera del país, (Venezuela y Brasil), realizando negocios con grupos criminales. No actúan bajo un mando unificado, y se enfrentan entre sí por el control territorial y el negocio del narcotráfico. Con exintegrantes de las FARC-EP que desertaron de las Zonas Veredales Transitorias de Normalización (lugares constituidos en el marco de los Acuerdos de paz para concentrar a los guerrilleros que realizaron su proceso de desmovilización y reincorporación a la vida civil) debido a las dificultades atravesadas en la implementación de los acuerdos de paz en la parte técnica, jurídica y legal, además del asesinato de excombatientes y familiares de los mismos.  El 26 de marzo de 2018, 3 periodistas del diario El Comercio fueron secuestrados y asesinados por el Frente Oliver Sinisterra de 'Guacho' que también asesinó a 2 ecuatorianos en Tumaco (Nariño), provocó el 18 de mayo de 2018 la suspensión, de parte del Ecuador de los diálogos de paz entre el gobierno colombiano y el ELN que se desarrollaban en Quito, y se retira como país garante del proceso. El Ministerio de Defensa reportó hasta mayo de 2018, 300 disidentes neutralizados y 80 entregados. Los grupos disidentes de las FARC-EP buscan reorganizarse para refundar la antigua guerrilla, para lo cual la Fuerza Pública lanzó la Operación Zeus desde 2017 contra las disidencias de las FARC-EP dejando, hasta julio de 2018, más de 500 disidentes neutralizados.
| Previo                                               | Conflicto armado interno de Colombia entre 2010-2018 | Posterior                                       |
| ---------------------------------------------------- | ---------------------------------------------------- | ----------------------------------------------- |
| Conflicto armado interno de Colombia entre 2002-2010 | Conflicto armado interno de Colombia entre 2010-2018 | Conflicto armado interno de Colombia desde 2018 |